# Marie-Louise O'Murphy

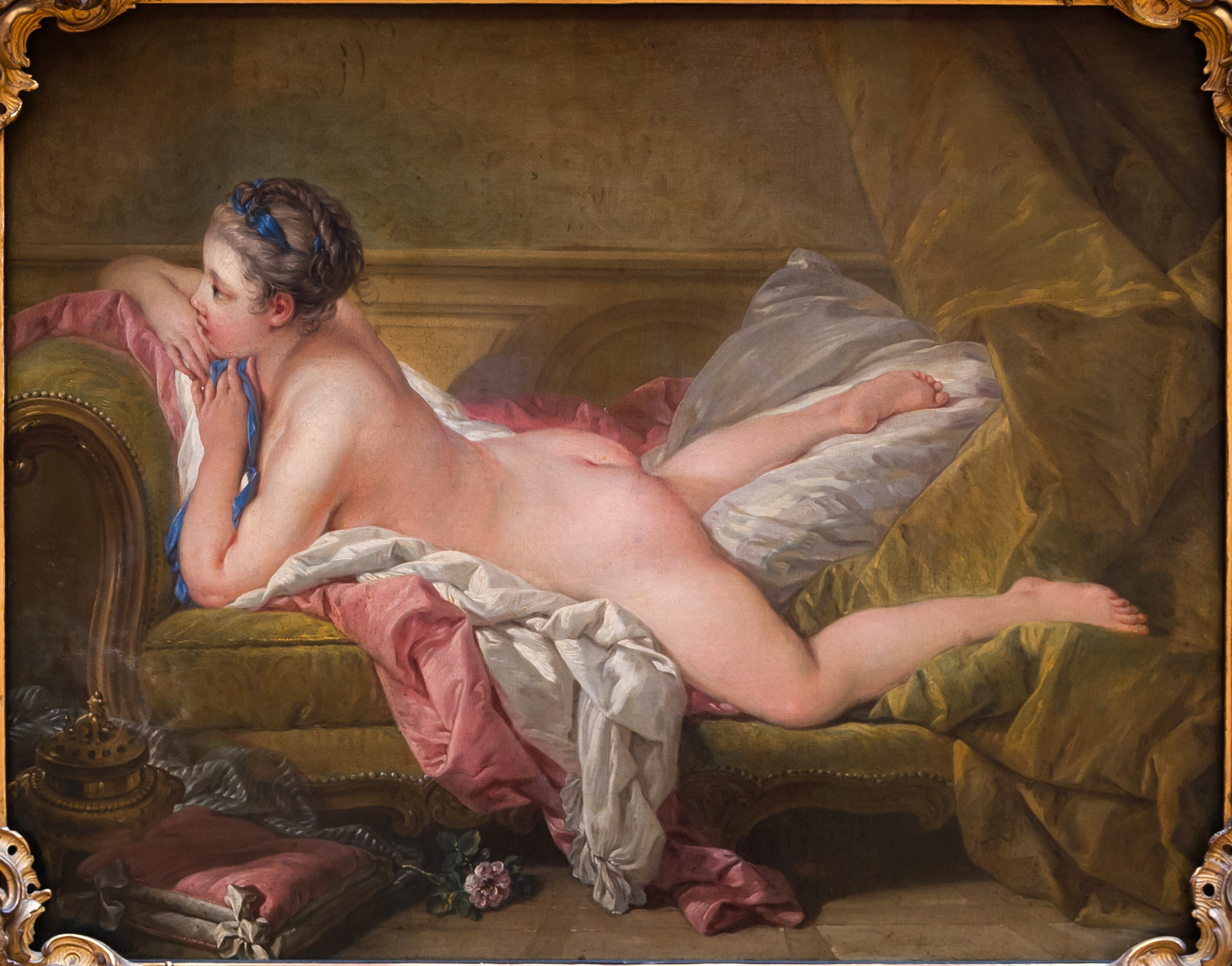
Francois Boucher, Louise O'Murphy c. 1752, ulei pe pânză, 59 x 73 cm., (23.23 × 28.74 in), Alte Pinakothek, München

Marie-Louise O'Murphy de Boisfaily (21 octombrie 1737 – 11 decembrie 1814) a fost o metresă a regelui Ludovic al XV-lea al Franței. Viața ei a fost dramatizată într-un roman din 1997, Our Lady of the Potatoes.